# Chi Đinh
Chi Đinh (danh pháp khoa học: Fernandoa) là một chi thực vật thuộc họ Chùm ớt (Bignoniaceae).

## Danh pháp đồng nghĩa
- Ferdinanda, Ferdinandia, Ferdinandoa, Fernandia, Haplophragma, Hexaneurocarpon, Kigelianthe, Spathodeopsis, Tisserantodendron[1].

## Các loài
Bao gồm khoảng 15 - 17 loài:
- Fernandoa abbreviata Bidgood, 1994
- Fernandoa adenophylla (Wall. ex G.Don) Steenis, 1976 - Đinh lá tuyến, ngọt nai
- Fernandoa adolfi-fridericii (Gilg & Mildbr.) Heine, 1964
- Fernandoa bracteata (P.Dop) Steenis, 1976 - Đinh lá hoa, đinh vàng
- Fernandoa brilletii (P.Dop) Steenis, 1976 - Đinh thối
- Fernandoa coccinea (Scott-Elliot) A.H.Gentry, 1975
- Fernandoa collignonii (P.Dop) Steenis, 1976 - Đinh, đinh vàng, đinh collignon
- Fernandoa ferdinandi (Welw.) Milne-Redh., 1948
- Fernandoa guangxiensis D.D.Tao, 1986
- Fernandoa lutea (Verdc.) Bidgood, 1994
- Fernandoa macrantha (Baker) A.H.Gentry, 1975
- Fernandoa macroloba (Miq.) Steenis, 1976
- Fernandoa madagascariensis (Baker) A.H.Gentry, 1975
- Fernandoa magnifica Seem., 1870
- Fernandoa mortehanii (De Wild.) Heine, 1964
- Fernandoa serrata (P.Dop) Steenis, 1976 - Đinh vàng, kẹn, sò đo
- Fernandoa superba Welw. ex Seem., 1865